# 尬電殺手
是一部2021年美國動作喜劇片，由坦雅·薇克絲樂執導，史考特·華沙（Scott Wascha）編劇，凱特·貝琴薩、鮑比·坎納瓦爾、拉薇安·考克斯、史丹利·圖奇和傑·寇特尼主演。講述一名性格易怒的保鑣會利用一件電擊背心來平息自己的怒火。當自己迷戀的男人遭人殺害後，她誓死抓出真凶，但自己在行動的同時卻成為警方的嫌疑目標。
該片於2021年7月23日上線Amazon Prime Video。電影獲得褒貶不一的評價，批評主要集中在薄弱的情節。

## 演員
- 凱特·貝琴薩飾演琳蒂（Lindy）
- 鮑比·坎納瓦爾飾演威卡斯警探（Detective Vicars）
- 拉薇安·考克斯飾演尼文警探（Detective Nevin）
- 史丹利·圖奇飾演伊凡·蒙欽醫生（Dr. Ivan Munchin）
- 傑·寇特尼飾演賈斯汀（Justin）
- 蘇珊·莎蘭登飾演無名女（Woman With No Name）
- 大卫·布拉德利飾演蓋雷斯·菲澤爾（Gareth Fizel）
- 歐利·普費弗（英语：Ori Pfeffer）飾演德拉克洛瓦（Delacroix）

## 製作
2019年4月，凱特·貝琴薩宣布出演這部由史考特·華沙（Scott Wascha）編劇、坦雅·薇克絲樂執導的動作喜劇片。2019年7月，鮑比·坎納瓦爾、拉薇安·考克斯、史丹利·圖奇和傑·寇特尼加入演出陣容。主要拍攝於同月展開。

## 發行
《尬電殺手》2021年7月23日上線Amazon Prime Video。

## 外部連結
- 互联网电影数据库（IMDb）上《尬電殺手》的资料（英文）